# Pota (calamar)
La pota, canana, canada o volador, aluda (Mallorca), alutja (Menorca) o  passamar (València) —Todarodes sagittatus — és una espècie comestible de calamar de la família Ommastrephidae. Viu a uns 800 m de fondària als oceans Atlàntic i Pacífic i en la mar Mediterrània. Acostuma a apropar-se al litoral de nit. S'alimenta de peixos, crustacis i invertebrats.

## Morfologia
La canana és una gran espècie de calamar amb una mida màxima de 750 mm mesurada per la longitud del mantell per a un exemplar sense sexe, mentre que la longitud del mantell més gran coneguda per a un mascle és de 640 mm. Aquests animals solen tenir una longitud de mantell d'entre 250 mm i 350 mm. Tenen un mantell esvelt, llarg i musculós amb aletes terminals amples i fortes, la longitud de les aletes és equivalent al 45% de la longitud del mantell i, quan es considera com una unitat d'aleta única, una mica més ample del que és llarg i s'afina fins a un punt posterior.  La ranura de l'embut té una fovèola que no té butxaques laterals. El l'extrem tentacular és molt llarg i s'estén al llarg de les tres quartes parts de la longitud del tentacle contret, Les ventoses del l'extrem s'aguanten sobre el carp allargat en 10 a 12 parells; els anells de les ventoses del manus medial tenen de 17 a 20 dents llargues i punxegudes; les ventoses de la manus estan disposades en quatre sèries de 14 a 18 fileres; les ventoses del dactilo també estan disposades en 4 fileres. Les ventoses del braç tenen una dent central engrandida, de 7 a 9 dents regulars i gairebé no tenen dents altes petites. No hi ha òrgans de llum a les vísceres. Els braços són prims i fan més del doble de la longitud del cap. El quart braç dret està hectocotilitzat en els mascles i té les ventoses terminals modificades en papil·les carnoses. El cos és de color porpra fosc.